# Wilhelm Friedrich Goez

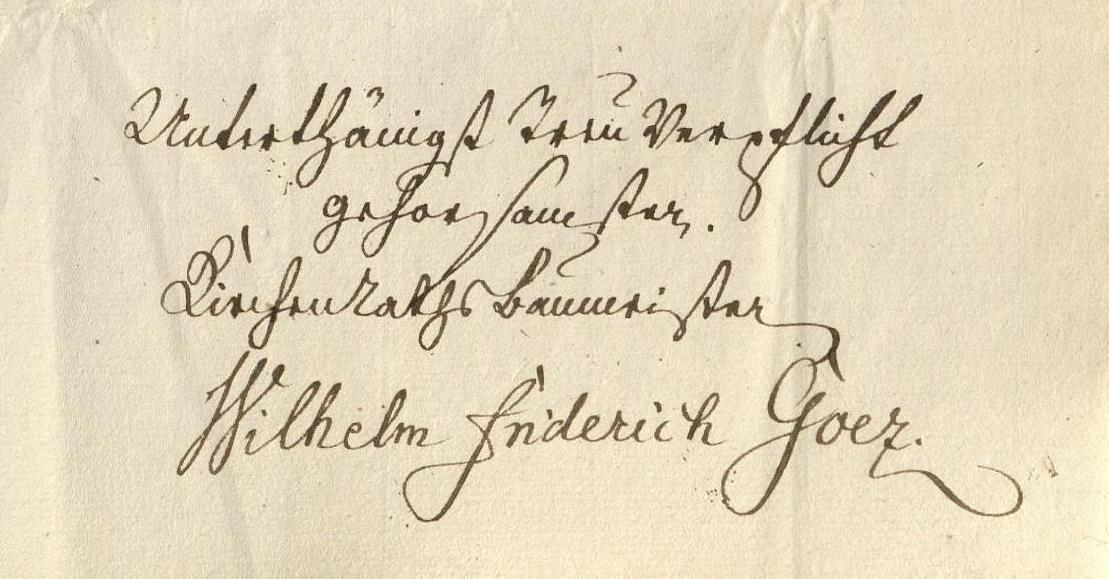
Unterschrift von Wilhelm Friedrich Goez (1788)

Wilhelm Friedrich Goez (* 8. Dezember 1737; † 1803) war ein deutscher evangelischer Kirchenrats-Baumeister in Ludwigsburg. Er erbaute in Württemberg sogenannte chorlose Predigtsaalkirchen, die Gottesdienst, Abendmahl und Taufe in der damals vorbildlichen Art abzuhalten erlaubten. Goez erbaute auch Pfarrhäuser und die dazugehörigen Wirtschaftsgebäude.

## Leben und Familie
Wilhelm Friedrich Goez war der Sohn des Werkmeisters Joh. Wilhelm Goez (1704–1788), der 54 Jahre lang Generalmühlinspektor war. Vermutlich erlernte Wilhelm Friedrich Goez das Handwerk des Zimmermanns. Er begann dann seine Lehrzeit bereits mit 13 Jahren. Nach der Lehrzeit und der Gesellenprüfung begab sich ein Zimmermann auf Wanderschaft. Der Titel eines Meisters setzte die Anfertigung eines Meisterstücks voraus. Um aber den Titel eines Baumeisters zu erlangen, war der Besuch einer Baugewerkschule (heute Fachhochschule) obligatorisch.
Mit Dekret vom 22. Juni 1765 wurde Goez zum Kirchenrats-Baumeister bestellt. Von ihm wurden in Württemberg zahlreiche Kirchen, Pfarrscheuern für die evangelische Kirche und für seinen Landesherren erbaut.
Durch seinen Vater hatte Goez vermutlich frühzeitig Kontakte mit Mühlen, also auch mit Sägemühlen für Balken und Bretter seiner Bauwerke. Möglicherweise verwendete Goez deshalb Rundsäulen aus Eichenholz bei allen seinen Kirchen als Emporestützen und Turmtragsäulen. Die Herstellung solcher Säulen (bis 4 Meter Länge) war damals nur mit Drehbänken denkbar, die von einem Mühlrad angetrieben wurden. Goez nennt diese Elemente „Frey-Säulen“, also Säulen, die frei stehend große Lasten tragen. Sie sind in vielen seiner Kirchen unverändert anzutreffen.
Goez heiratete in Ludwigsburg am 29. Juli 1766 Wilh. Beate Wölflin und hatte mit ihr fünf Söhne und zwei Töchter. Nach dem Tod seiner Frau im Jahr 1788 schloss er 1791 eine zweite Ehe. Sein zweiter Sohn war Carl Friedrich Goez (* 1769); dieser studierte ab 1783 Theologie in Blaubeuren und Bebenhausen, dann ab 1788 Jura in Stuttgart mit Studienabschluss 1792 an der Hohen Karlsschule. Später war er Präsident des Gerichtshofes Ellwangen. Der zweitjüngste Sohn war Christian Friedrich Goez (* 1779). Er war Waisenhauspfleger und bewarb sich 1803 um eine Anstellung im Staatsministerium. Später war er Obersteuerrat.

## Die evangelische Predigtsaalkirche in Württemberg um 1780

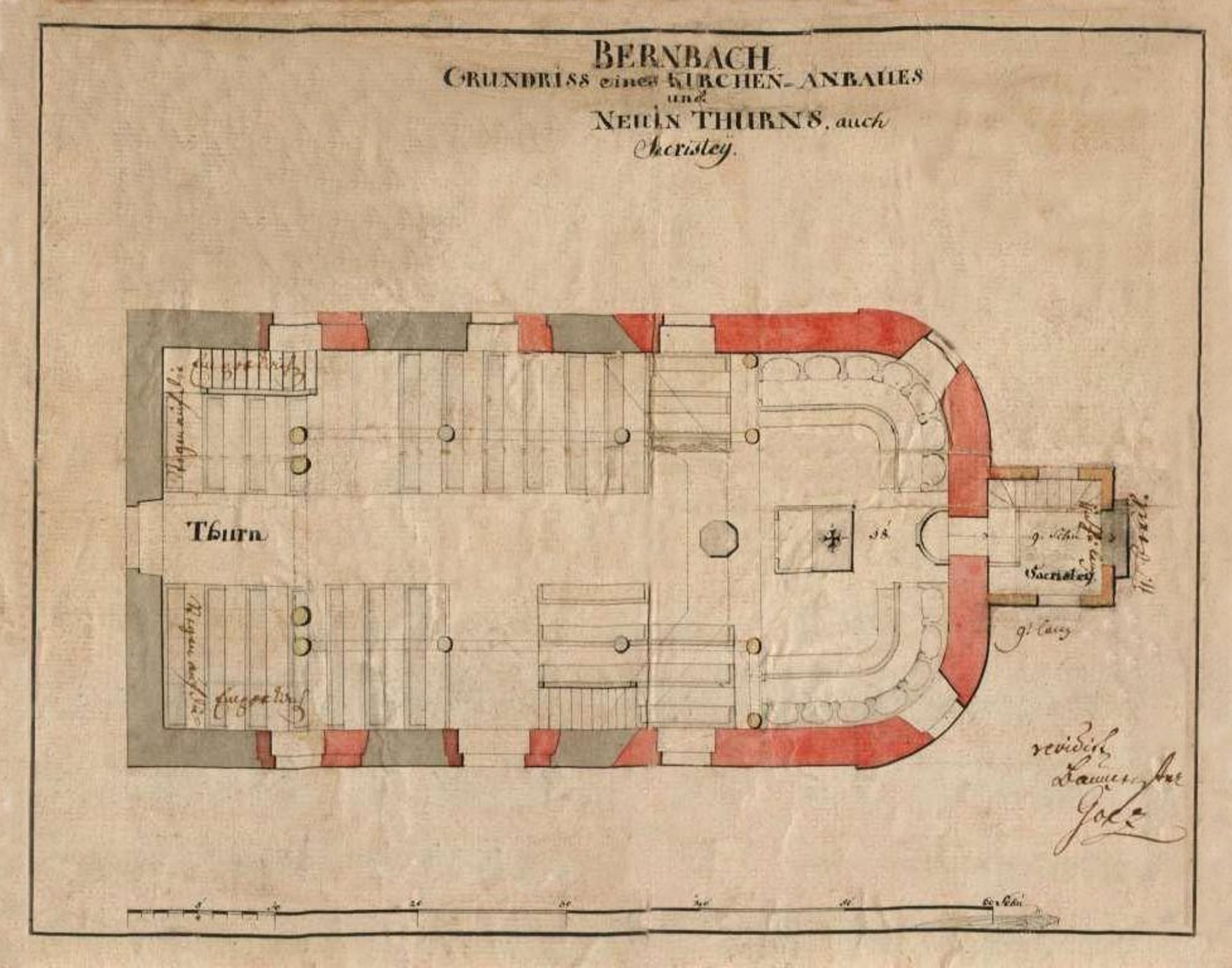
Typische Predigtsaalkirche: Bernbach 1782 – Grundriss von Wilhelm Friedrich Goez

Die von Goez geplanten und erbauten Kirchen sind sogenannte „chorlose Predigtsaalkirchen“, wie sie seinerzeit für evangelische Gottesdienste als vorbildlich angesehen wurden. Bei diesen Kirchen wurde kein Chorraum zur Ausübung der Sakramente ausgebildet, da eine Trennung von geistlichem und weltlichem Raum nach der Reformation nicht mehr nötig war. Die chorlose Kirche wurde so zum meist rechteckigen Predigtsaal mit umfangreichen Emporen. Der Mittelgang in der Kirche führt unmittelbar zum Taufstein und dahinter zum freistehenden Altartisch, über welchem in der Regel die Kanzel angeordnet ist. Da Ende des 18. Jahrhunderts im evangelischen Gottesdienst das gepredigte Wort im Mittelpunkt stand, war die Kanzel der zentrale Punkt des Kirchraumes. Besonders zwischen den Emporen (Emporkirche) und der Kanzel (Predigtstuhl) musste akustisch und optisch gute Verbindung sichergestellt sein. Voraussetzung hierfür war, dass die Kanzel mit dem Kanzeldeckel auf Emporenhöhe angebracht wurde. Der Zugang zur Kanzel ist bei vielen Predigtsaalkirchen nur von der Sakristei aus über eine Treppe möglich.
Der Altar war Ende des 18. Jahrhunderts der Kanzel gewissermaßen untergeordnet, weil der vorreformatorische Messe-Gottesdienst zum Wort-Gottesdienst geworden war. Daher wurde der einstige Hochaltar (Opferaltar) mit bildlichen Darstellungen nun zum freistehenden Altartisch (Tisch des Herrn), wo die Gläubigen Brot und Wein als Symbol des erlösenden Christus erhalten. Hatte einst der vorreformatorische Priester seinen Blick gen Osten zum Hochaltar, war nun der evangelische Pfarrer vor oder hinter dem Altartisch stehend der Gemeinde zugewandt.
Bei der vorreformatorischen Taufe wurde die Gotteskindschaft dem Täufling durch die Ganzkörpertaufe im Taufbecken zuteil. In der evangelischen Taufe erfährt er am Taufstein die Liebe des dreieinigen Gottes vor der Gemeinde durch rinnendes Wasser, das der Pfarrer aus der Taufschale schöpft.
Predigtsaalkirchen sind kirchengeschichtlich bedeutende und erhaltenswerte Denkmale aus der Zeit des 18. Jahrhunderts. Schon zu Beginn des 19. Jahrhunderts wurde die Predigtsaalkirche – wegen ihrer Fokussiertheit auf die Predigt – kritisiert und es gab Bestrebungen, dem Altar als Ort der Sakramente wieder eine hervorgehobenere Stellung zu geben.

## Bauwerke (Auswahl)

### Predigtsaalkirchen
Für die 14 bisher bekannten, von Goez geplanten und erbauten Predigtsaalkirchen fertigte er jeweils mehrere maßstäbliche, kolorierte Risse (Zeichnungen) und den handgeschriebenen sogenannten „Überschlag“ (Beschreibung der Handwerkerarbeiten mit Kostenangaben) an. Er passte seine Kirchen stets an die jeweiligen, meist ländlichen Orte an, die z. B. wegen bescheidener Geldmittel, stark angewachsener Gemeinde, Terminnot nach Kirchenbrand oder Baufälligkeit des vorhandenen Gebäudes eine passende Vorgehensweise erforderten. Deshalb leitete und überwachte er die Bauarbeiten oft selbst.
Bei den folgenden Kurzbeschreibungen der Kirchen in der Reihenfolge ihrer Erbauung wird jeweils das Bauwerk im von Goez geschaffenen ursprünglichen Zustand beschrieben ohne Berücksichtigung der im Laufe der Zeit vorgenommener baulicher Veränderungen. Der von Goez in Zeichnungen vorgegebene Altartisch ist als steinerner Block ausgebildet und ist zur Gemeinde hin mit seitlichen, geländerartigen Schranken (Balustraden) versehen. Von dort aus verrichtete der Pfarrer für die Gemeinde Lesung, Gebet und Abendmahl. Die Altarseite aller Kirchen ist im Osten (Ausnahme Bernbach). Die Kanzel befindet sich bei allen Kirchen auf Emporenhöhe. Alle Kirchen besitzen einen Mittelgang. Die Emporen sind meist mittels runder Holzsäulen abgestützt. Einige Kirchen wurden von Goez im Altarbereich mit besonderen Bänken für den Kirchenkonvent ausgestattet. Die ungefähren Kirchenmaße (außen) werden in der Regel ohne Turm und Sakristei angegeben.
Kirche Dachtel
Kirchenwiederaufbau in Dachtel samt Oberteil des Seitenturms 1767 nach Brand – erste Kirche 1599/1601 von Heinrich Schickhardt erbaut. 3/8-Abschluss im Osten. Kirchenmaße 20,7 × 11,4 Meter. Altar und Taufstein in Kirchenachse. Kanzel an östlicher Südwand mit sichtbarer Treppe. Sakristei an der Südwand im Turm-Untergeschoss. Emporen im Westen, Norden und Osten.
Kirche Kohlberg am Jusi
Kirchenneubau in Kohlberg (Württemberg) 1768. Kirche rechteckig. Kirchenmaße 18,7 × 12,6 Meter. Altar und Taufstein in Kirchenachse. Sakristei außen an Nordseite mit Treppe zur altarnahen Kanzel. Orgelempore im Osten, weitere Emporen vermutlich im Süden, Westen und Norden. Rechteckiger Dachturm im Westen mit Glocken und Uhr, abgestützt durch 2 Turmtragsäulen.
Martinskirche Wildberg

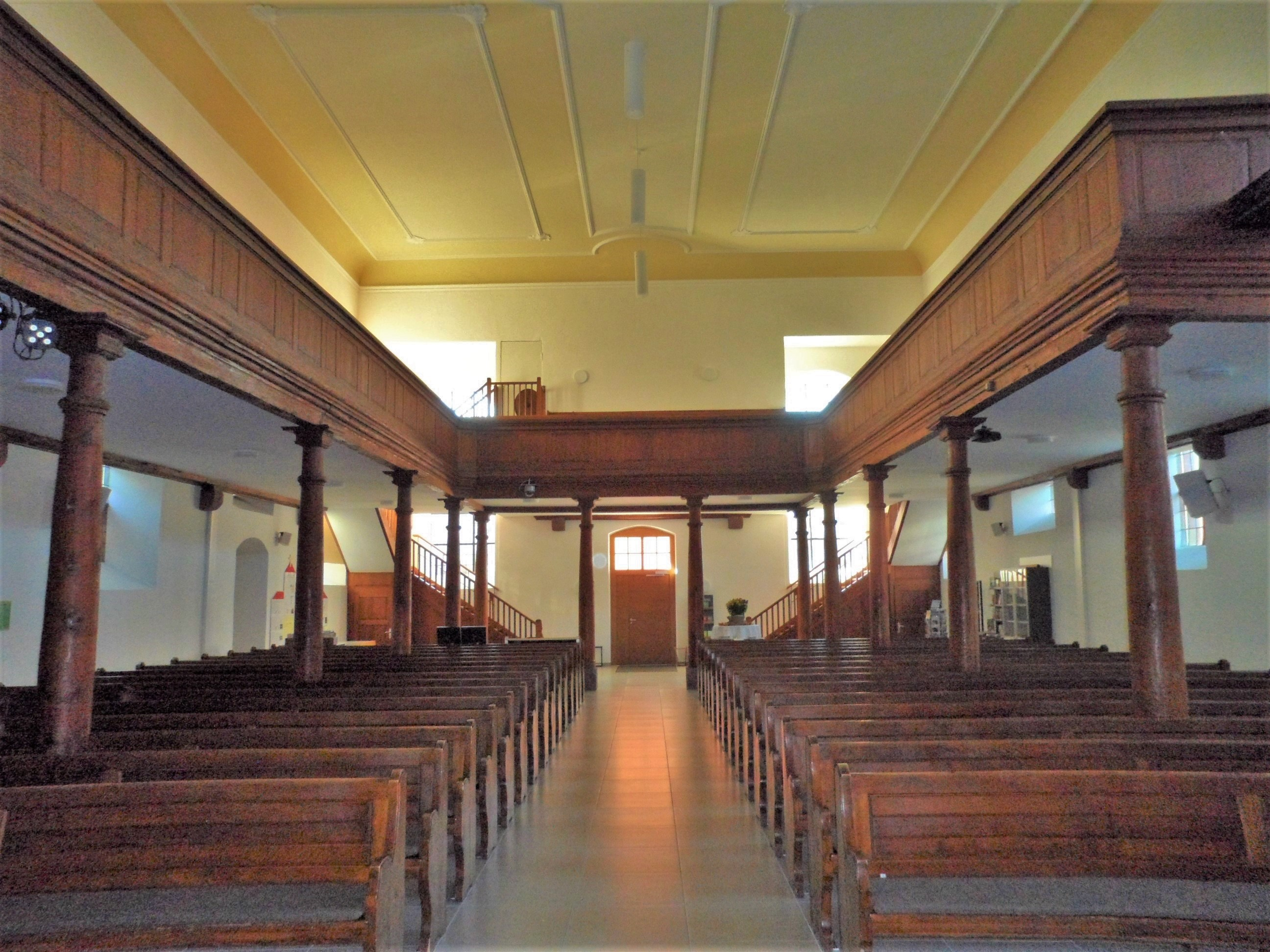
Martinskirche Wildberg, Predigtsaal von 1772, Blick vom Altar aus

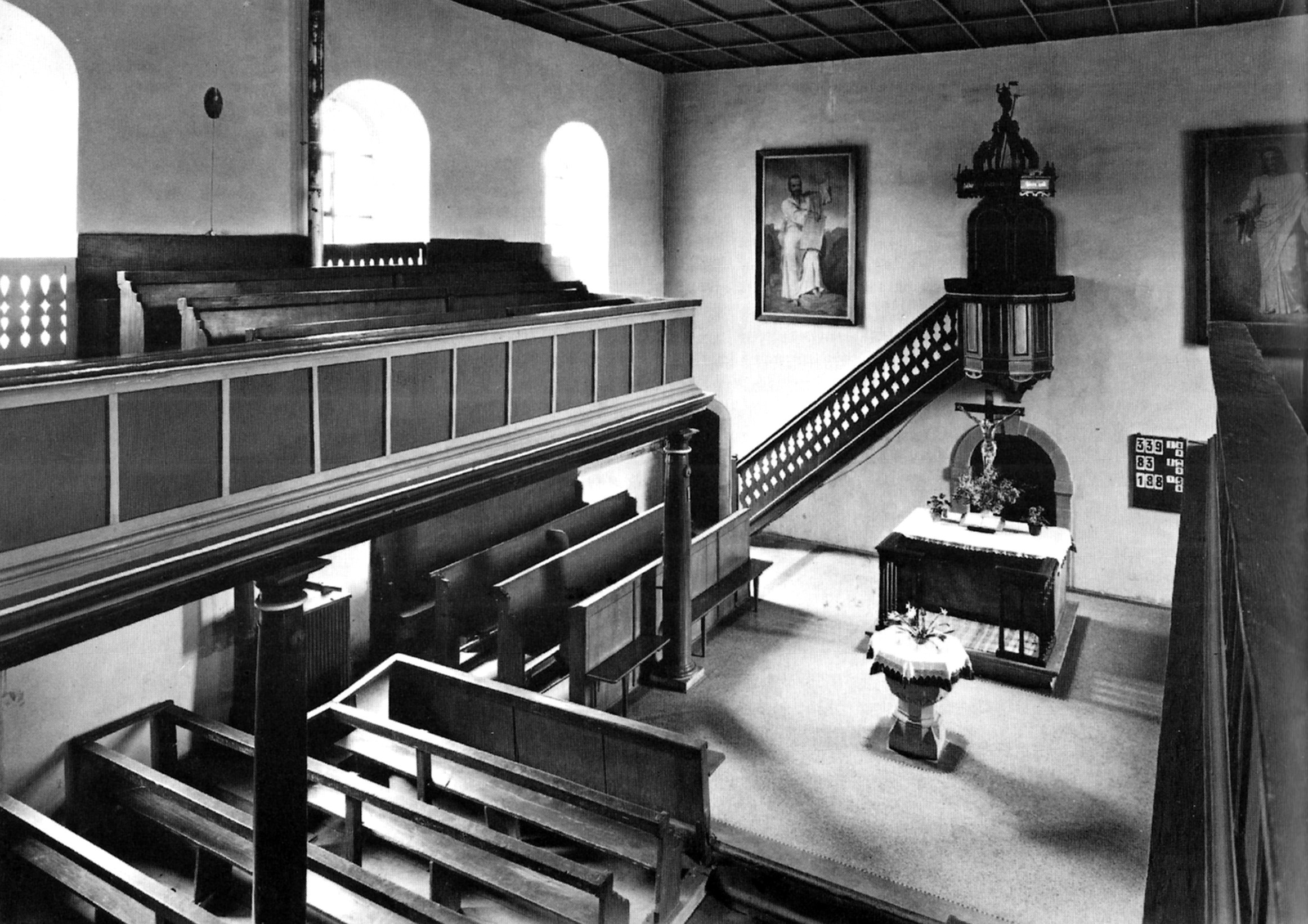
Peter-und-Paul-Kirche Heimerdingen vor 1964

Erneuerung und Vergrößerung 1772 des baufälligen, dreischiffigen Langhauses als rechteckigen Predigtsaal in Wildberg (Schwarzwald), angebaut an den Chor von 1467 und den mehrfach veränderten Seitenturm. Maße des Predigtsaals 27,8 × 15,4 Meter. Kanzel mit sichtbarer Treppe an der Ostwand. Emporen im Süden, Norden und Westen sowie im Chor als Orgelempore. 1773 wurde außen an der Chor-Nordseite die Sakristei angebaut.
Stadtkirche Altensteig
Kirchenneubau samt Ostturm in Altensteig 1775. Turm an fensterlose Ostseite mittig angebaut. Kirchenmaße 29,4 × 16,9 Meter. Kanzel, Altar und Taufstein in Kirchenachse. Sakristeiräume im Turmbereich mit Zugang zur Kanzel. Im Westen die Orgelempore. Im Süden und Norden teilweise zwei übereinander angeordnete Emporen bis zur Kanzel reichend. Westende der Kirche mit 3/8 - Schluss. [Siehe Weblink]
Peter-und-Paul-Kirche Heimerdingen
Kirchenneubau samt Turm der Peter-und-Paul-Kirche in Heimerdingen 1777 nach Brand. Kirche rechteckig, Turm an fensterlose Ostseite mittig angebaut. Kirchenmaße 23,1 × 13,0 Meter. Kanzel, Altar und Taufstein in Kirchenachse. Sakristei unten im Turm. Sichtbare Treppe zur Kanzel. Emporen im Süden, Westen und Norden.
Peterskirche Steinheim am Albuch
Abriss einer Kirche und Neubau einer nach Osten vergrößerten Kirche in Steinheim a. A. 1780, an vorhandenen Westturm anschließend. 3/8-Abschluss im Osten. Kirchenmaße 25,2 × 11,5 Meter. Altar und Taufstein in Kirchenachse, Kanzel an Südwand. Emporen im Westen, Norden und Osten. Die Ostempore mit der Orgel verdeckt teilweise den Altartisch. Sakristei außen an der Südseite mit Treppe zur Kanzel. Grab des Steinheimer Pfarrers und Kirchenlieddichters Philipp Friedrich Hiller (1699–1769) im Inneren der Kirche.
Kirche Göttelfingen
Kirchenneubau in Göttelfingen (Seewald) 1780 nach Brand des Dorfes und der Vorgängerkirche. Kirche rechteckig. Kirchenmaße 17,2 × 10,9 Meter. Kanzel, Altar und Taufstein in Kirchenachse. Innenliegende Sakristei in Ecke Ostwand/Südwand mit Treppe zur Kanzel. Emporen im Süden, Westen und Norden. Rechteckiger Dachreiter in Kirchendachmitte mit Glocken und Uhr.
Kirche Zang bei Königsbronn
Kirchenneubau in Zang 1781 mit 3/8-Abschluss im Osten. Kirchenmaße 17,2 × 11,2 Meter. Kanzel, Altar und Taufstein in Kirchenachse. Sichtbare Treppe zur Kanzel. Sakristei außen an der Ostseite. Emporen im Süden, Westen und Norden. Rechteckiger Dachturm im Westen mit Glocken und Uhr, abgestützt durch 2 Turmtragsäulen.
Kirche Grünwettersbach

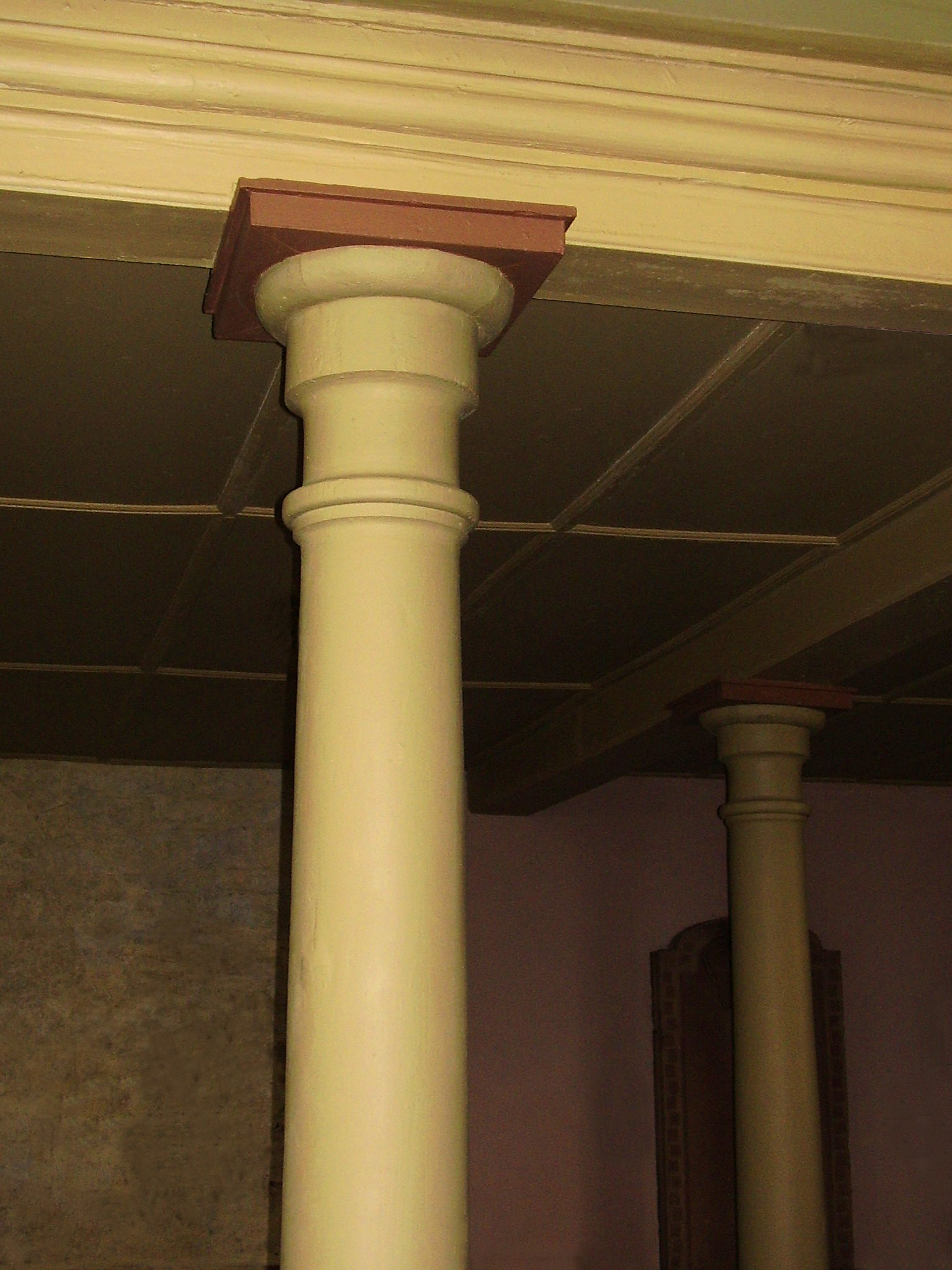
Runde Holzsäulen (Emporestützen) in Grünwettersbach

Erneuerung der baufälligen Kirche (St. Lucia) in Grünwettersbach 1782 an historischen Westturm anschließend. 3/8-Abschluss im Osten. Kirchenmaße 23,8 × 16,3 Meter. Altar und Taufstein in Kirchenachse. Innenliegende Sakristei auf der Südseite mit Treppe zur Kanzel. Emporen im Westen und Norden.
Kirche Bernbach
Kirchenerweiterung in Bernbach 1782 auf der Altarseite nach Norden mit halbrundem Abschluss. Kirchenmaße 17,2 × 8,9 Meter. Kanzel, Altar und Taufstein in Kirchenachse. Sakristei außen an der Nordseite mit Treppe zur Kanzel. Südempore. Achteckiger Dachturm im Süden mit Glocken und Uhr, abgestützt durch 2 Turmtragsäulen.
Georgskirche Grömbach

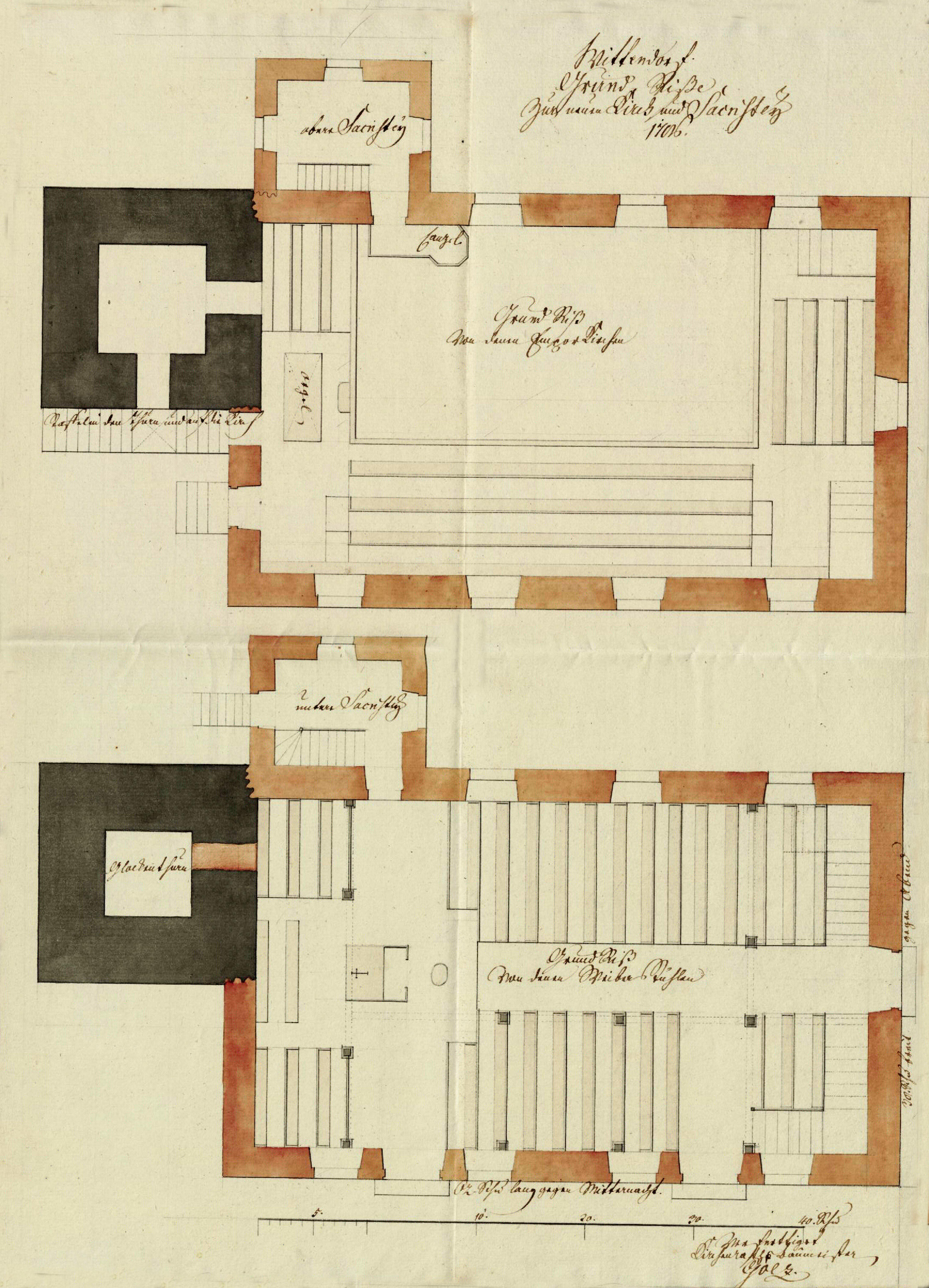
Martinskirche Wittendorf 1786

Abriss der baufälligen Kirche und Neubau 1783 einer vergrößerten Kirche in Grömbach samt Umgestaltungen am Oberteil des Seitenturms. 3/8-Abschluss im Osten. Kirchenmaße 27,6 × 16,8 Meter. Kanzel, Altar und Taufstein in Kirchenachse. Sakristei außen an der Ostseite mit Treppe zur Kanzel. Emporen im Westen sowie im Süden und Norden je bis zur Kanzel reichend.
Täufer-Johannes-Kirche Warmbronn
Abriss einer baufälligen Kirche und Neubau einer vergrößerten Kirche in Warmbronn 1784. 3/8-Abschluss im Osten. Kirchenmaße 20,6 × 12,0 Meter. Altar und Taufstein in Kirchenachse. Kanzel an der Südwand mit sichtbarer Treppe. Innenliegende Sakristei auf der Südseite. Emporen im Westen und Norden sowie kleine Empore im Osten für die Orgel. Rechteckiger Dachturm im Westen mit Glocken und Uhr, abgestützt durch 2 Turmtragsäulen.
Martinskirche Wittendorf

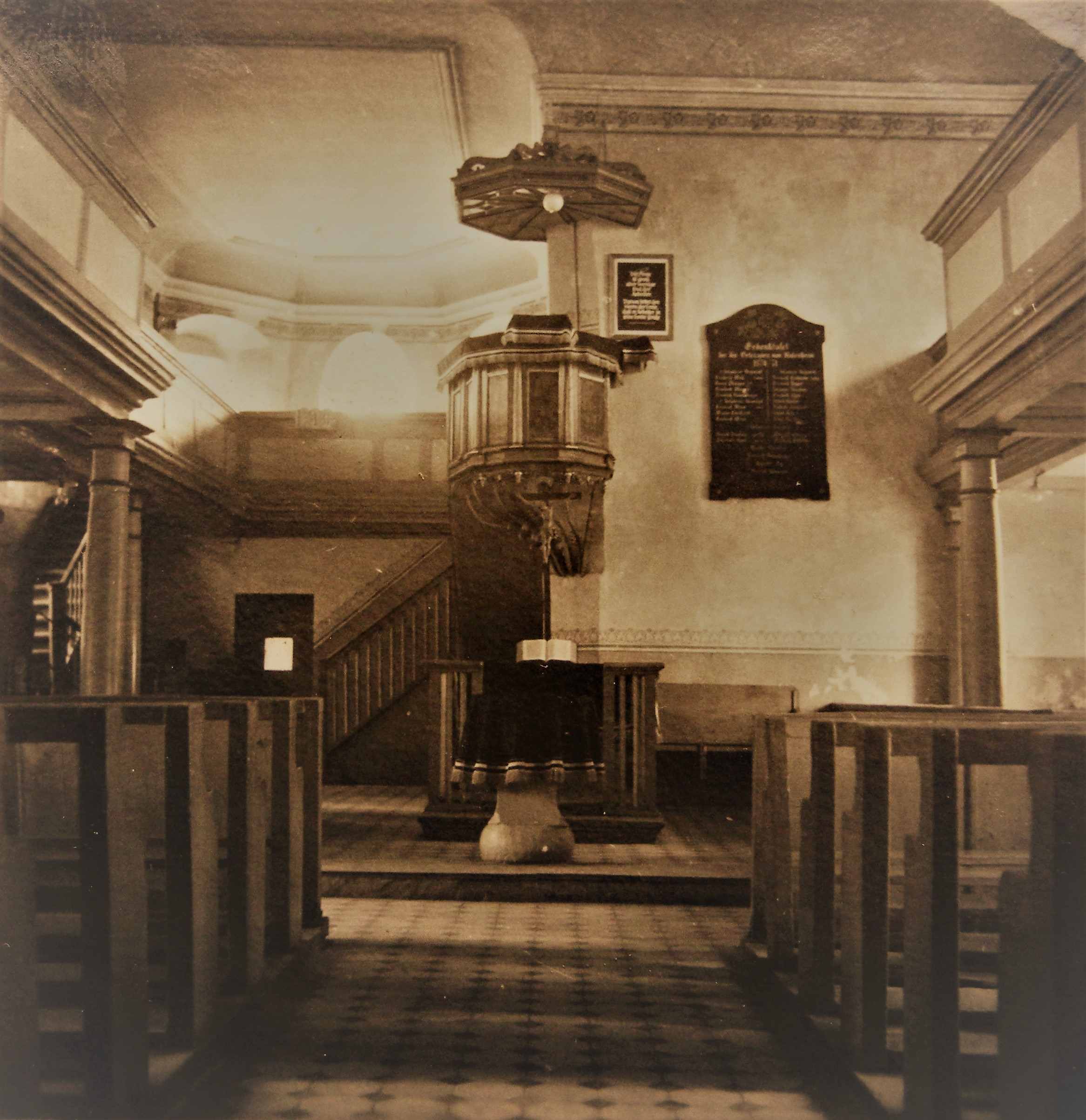
Johanneskirche Rutesheim vor 1956

Kirchenneubau samt Turmoberteil in Wittendorf 1786 nach Brand. Kirche rechteckig, Turm an fensterloser Ostseite. Kirchenmaße 17,8 × 10,9 Meter. Altar und Taufstein in Kirchenachse. Sakristei außen an der Südseite mit Treppe zur Kanzel. Emporen im Norden und Westen, kleine Empore im Osten.
Johanneskirche Rutesheim
Kirchenerweiterung in Rutesheim 1789 nach Westen und Süden unter Einbeziehung des vorhandenen Chors und Südturms. Dieser springt an der Südostecke in den Kirchenraum ein. Der Chor wird unten zur Sakristei, oben zur Empore. Kirchenmaße 29,5 × 12,9 Meter. Kanzel, Altar und Taufstein in Kirchenachse, wobei die Kanzel an der Turmecke angebracht ist. Sichtbare Treppe zur Kanzel. Emporen ringsum.

### Kirchen, die Goez geplant, aber nicht erbaut hat
Für die folgenden Predigtsaalkirchen hat Goez nur Zeichnungen (Risse) sowie Baubeschreibung und Kostenliste (Überschlag) angefertigt.
- Ottenhausen: Planung ca. 1781: Abriss, Turmreparatur und Neubau der Nikolauskirche mit den Kirchenmaßen 17,5 × 12,3 Meter. Die Kirche wurde erst 1790 nach Plänen des Johann Adam Groß dem Jüngeren mit neuem Turm als Predigtsaalkirche erbaut.[26]

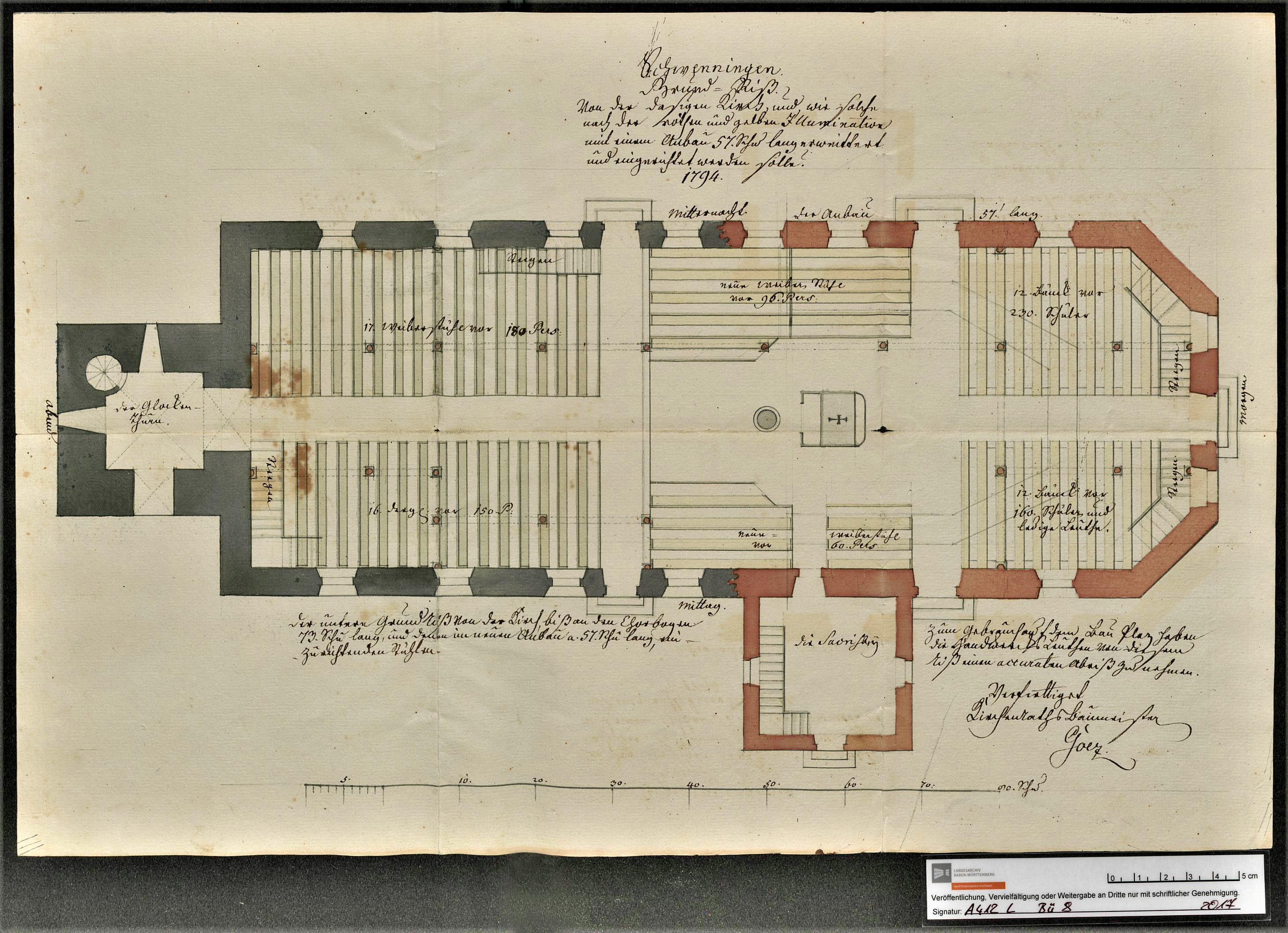
1794: Geplante Verlängerung der Vincenz-Kirche in Schwenningen am Neckar.

- Mötzingen: Planung 1789: Teilabriss, Teilneubau mit rechteckigem Dachturm der Mauritiuskirche in Mötzingen mit den Kirchenmaßen 23,2 × 11,7 Meter.[27] Die Kirche wurde 1793 durch Johann Adam Groß dem Jüngeren abgerissen und in etwas anderer Lage als Querkirche mit rechteckigem Dachturm erbaut.

- Monakam: Planung 1791: Abriss der wenigstens 400 Jahre alten baufälligen Kapelle in Monakam und Kirchenneubau als Saalkirche mit rechteckigem Dachturm mit den ursprünglichen Kirchenmaßen ca. 18 × ca. 11 Meter.[28] Die Kirche (mit dem besonderen Marienaltar) wurde erst 1802/1803 nach den Plänen von 1791 des Wilhelm Friedrich Goez durch Baumeister Glaser erbaut und 1902 chorseitig verlängert, mit einer Sakristei versehen usw.

- Schwenningen am Neckar: Planung 1794: Abriss des Chores und großzügige Verlängerung der Vincenz-Kirche in Schwenningen mit den Kirchenmaßen 37,3 × 13,3 Meter.[29] Die Kirche wurde erst 1838 in gänzlich anderer Art (Anbau eines Querschiffs) zur heutigen Stadtkirche vergrößert.

### Umgestaltete Kirchen
Walheim
1767: Die Stephanuskirche Walheim wurde um 5,7 Meter in Richtung Westen verlängert. Dabei wurden die westliche Giebelwand abgetragen, die Seitenwände verlängert und die Giebelwand neu erstellt. Dachstuhl und Kirchendach mussten bis zur neuen Giebelwand verlängert werden. Im Inneren der Kirche waren insbesondere die drei Emporen usw. entsprechend anzupassen. Seit der Verlängerung hat die Chorturmkirche Walheim die Kirchenmaße 29,7 (mit Chor) × 10,2 Meter und hat zum besseren Lichteinfall in der Nord- und in der Süd-Wand je vier (zuvor nur zwei) Fenster. Kirchenschiff und Chor wurden später mehrfach verändert. An der achteckigen Glockenstube des Turms wurden außerdem die vier offenen, gotischen Fenster mit hölzernen Schallläden versehen, um Witterungsschäden am Gewölbe und an den Glocken zu vermeiden. Vier neue runde Wandöffnungen wurden geschaffen, damit genügend Licht ins Innere der Glockenstube gelangt.
Das gesamte Niveau des Kirchplatzes der Stephanuskirche Walheim und ebenfalls das Bodenniveau von Kirchenschiff und Chor wurden um ca. 1,5 Meter angehoben, weil das Hochwasser des nahen Neckars oftmals die Kirche erreichte und zu Überflutungen führte. Es ist nicht geklärt, ob diese sehr aufwändige Maßnahme ebenfalls 1767 vorgenommen wurde oder schon zu einem früheren Zeitpunkt begonnen worden war.
Göppingen
1772: Erneuerung der Kanzel- und Emporen-Anlage der Stadtkirche Göppingen (Kirchenmaße 39,5 × 21,7 Meter). Dabei wurde die Kirche innen von einer Querkirche (erbaut 1619 von Heinrich Schickhardt) zu einer chorlosen Predigtsaalkirche umgestaltet: Die Kanzel wurde von der südöstlichen Langseite an die nordöstliche Schmalseite verlegt. Die so entstehende Längsorientierung der Kirche mit hochgestellter Kanzel und davor freistehendem Altar erforderte eine neue Umlauf-Empore und entsprechend angepasstes Gestühl im Kirchenschiff.
Gräfenhausen
1791: Die Emporen der Michaelskirche in Gräfenhausen (Kirchenmaße ca. 26 × ca. 13 Meter) wurden vergrößert und dabei 6 neue eichene Emporestützen eingebaut. Auch wurden aufwändige, überdachte Emporen-Außenaufgänge an der Südwand und an der Nordwand angebracht (1972 wieder entfernt). Außerdem wurden Reparaturmaßnahmen am Dachstuhl vorgenommen. Dabei wurden die 1743/45 beim Bau des Kirchenschiffs hinterlassenen Baumängel teilweise behoben. Am Kirchturm wurden die Fachwerkwände des schadhaften, achteckigen Glockenstocks erneuert.

### Pfarrhäuser, Stallungen, Zehntscheuern etc.

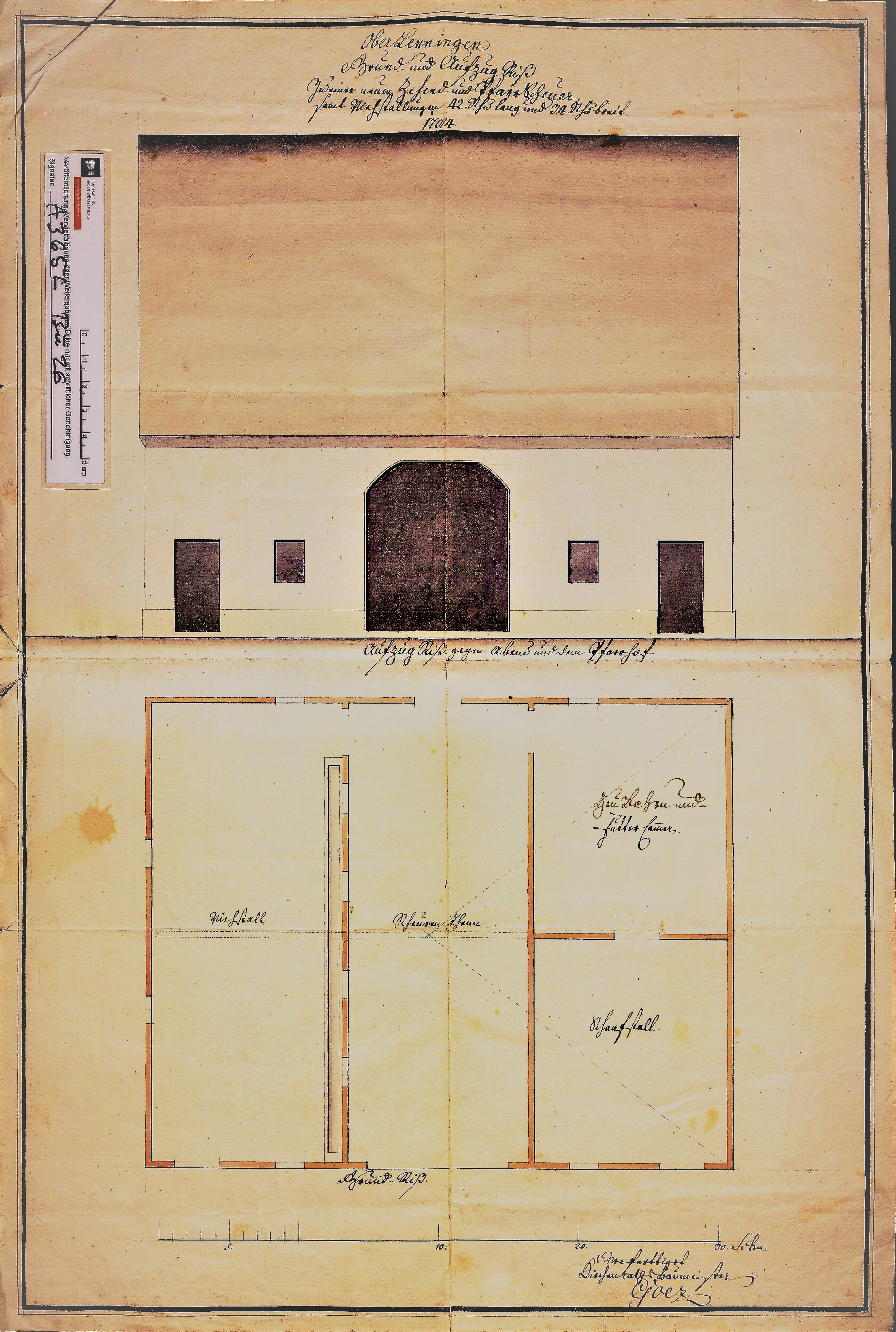
Zehnt- und Pfarrscheuer Oberlenningen 1784

Gebäude dieser Art hat Goez meist neu erbaut, in einigen Fällen erweitert oder umgebaut. Auch hier kommt es ihm darauf an, seine Gebäude nach damaligem Bedarf und Zweck zu gestalten und mit den vorhandenen Mitteln sinnvoll umzugehen. Im Folgenden werden einige bekanntgewordene Orte in alphabetischer Reihenfolge mit den ausgeführten Baumaßnahmen genannt.

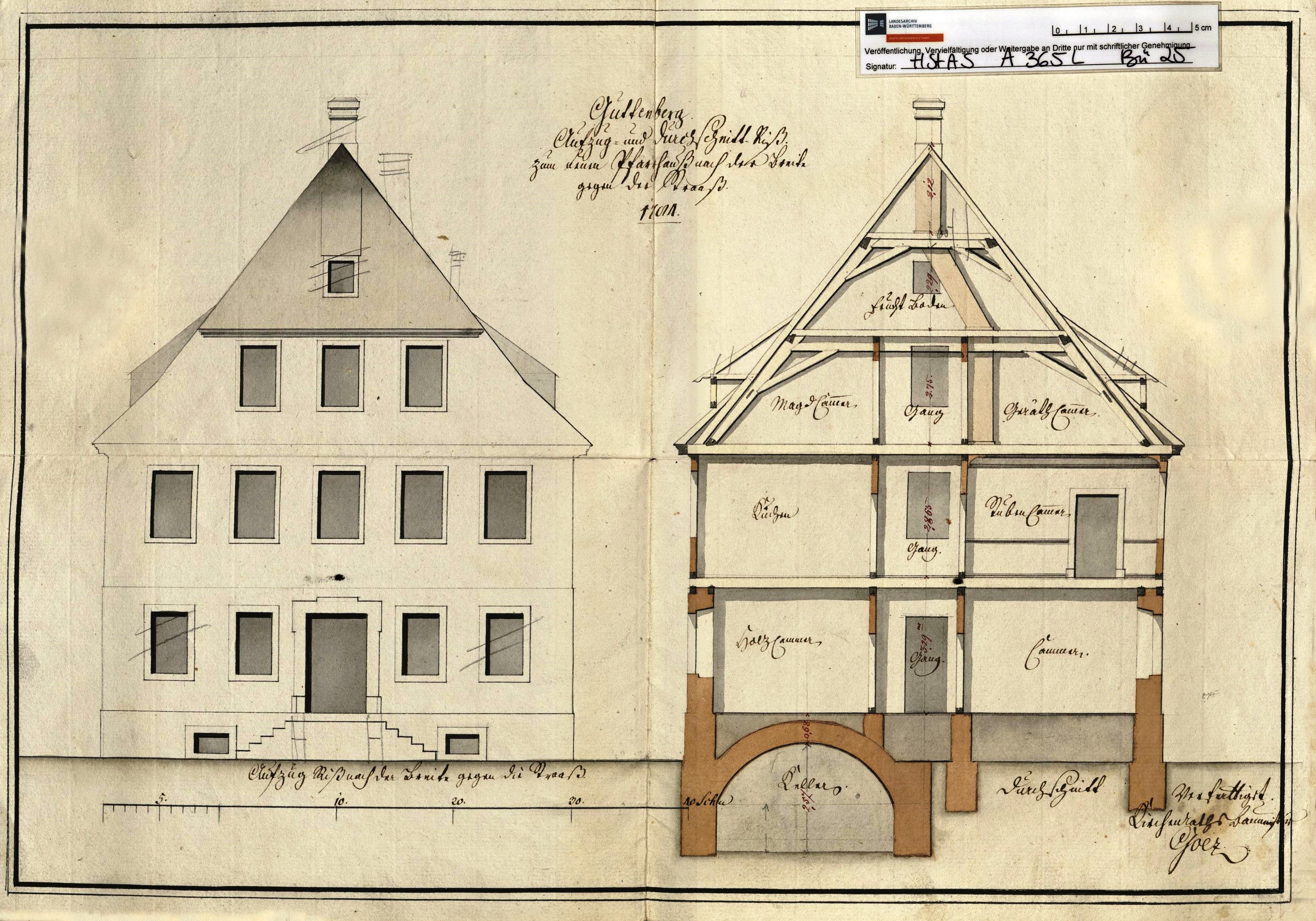
Pfarrhaus Gutenberg 1784

- Alpirsbach, 1786: Errichtung eines Anbaus an ein Klostergebäude.[36]
- Bad Wildbad,1776: Erdgeschoss und 1. Obergeschoss einer Scheune in Wildbad, die zum Schulhaus umgebaut werden soll.[37]
- Döffingen, 1779: Bau einer neuen Zehntscheuer.[38]
- Ebingen,1795: Instandsetzungsarbeiten am Diakonathaus.[39]
- Eltingen, 1773: Bau eines neuen Pfarrhauses, Versetzung der Stallungen.[40]
- Gültlingen, 1774: Neubau einer Pfarrscheuer.[41]
- Gültstein, 1770: Reparatur und Erweiterung des Pfarrkellers.[42]
- Gutenberg, 1784: Neubau des Pfarrhauses.[43]
- Hohenmemmingen, 1778: Neubau der Pfarrscheuer und der Viehstallungen.[44]
- Kornwestheim, 1771: Neubau Pfarrhaus, Scheuer, Wasch- und Backhaus.[45] Erbaut für Philipp Matthäus Hahn: Pfarrer, Astronom, Ingenieur und Unternehmer.
- Magstadt, 1780: Abbruch und Neubau der Zehntscheuer.[46]
- Markgröningen, 1791: Neubau des Diakonatshauses.[47]
- Mundelsheim, 1777: Neubau der Diakonatsscheuer und der Stallung.[48]
- Oberlenningen, 1784: Neubau einer Zehnt- und Pfarrscheuer.[49]
- Rutesheim, 1769: Neubau des Pfarrhauses.[50]
- Siglingen, 1785: Erweiterung des Pfarrhauses.[51]
- Stetten im Remstal, 1790: Pläne des Pfarrgebäudes und der Scheuer.[52]